# قانون فازی گیبس
قانون فازی گیبس (به انگلیسی: Gibbs' phase rule)
این قانون اولین بار توسط گیبس ارائه شد و توسط روزبوم نشر عمومی پیدا کرد 
ارتباط بین درجات آزادی و تعداد فازهای در حال تعادل با یکدیگر را در سیستم‌های ترمودینامیکی بیان می‌کند. این قانون به صورت زیر بیان می‌شود:
{\displaystyle F\;=\;C\;-\;P\;+\;2}

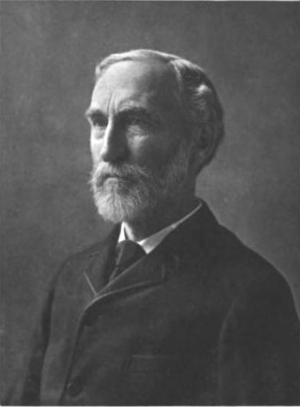

که در آن F (یا Γ) تعداد درجات آزادی، C (یا N) تعداد مواد سازنده سیستم و P (با Φ یا π نیز نشان داده می‌شود) تعداد فازهای موجود در تعادل ترمودینامیکی هستند. 
تعداد درجات آزادی بیان‌گر میزان استقلال متغیرهای شدتی است؛ در واقع درجات آزادی این مفهوم را دربردارد که برای پیش‌بینی وضعیت و تعیین مقدار دقیق بخش عمده‌ای از خواص ترمودینامیکی سیستم، بررسی تغییرات تعداد محدودی از خواص ترمودینامیکی سیستم نظیر دما و فشار کافی است. از جمله سیستم‌های متداول می‌توان به سیستم تک ماده‌ای اشاره کرد که صرفاً از یک ماده شیمیایی خالص تشکیل شده است یا سیستم متشکل از دو ماده خالص مانند محلول آب و اتانول. همچنین قابل توضیح است که در قانون فازی گیبس فازهای مواد به سه بخش جامد، مایع و گاز تقسیم می‌شوند.

## مبانی
- فاز به حالتی از ماده گفته می‌شود که همه بخش‌ها در وضعیت همگنی از نظر ترکیب درصد مواد سازنده به سر ببرند و حالت فیزیکی همه اجزا در هر لحظه یکسان باشد. در واقع تک تک اجزای تشکیل دهنده هر فاز در هر نقطه‌ای از فضای آن فاز باید در یک لحظه معین دارای خواص یکسانی باشند. فازهای متداول مواد عبارت‌اند از جامد، مایع و گاز. ترکیب دو مایع امتزاج‌ناپذیر (مخلوط ناهمگنی از دو مایع) توسط مرز مشخصی جدا از هم در نظر گرفته می‌شوند و روی هم رفته سیستمی دو فازی را تشکیل می‌دهند.

- منظور از تعداد مواد، تعداد مواد شیمیایی متفاوت و جداگانه است که سیستم را تشکیل داده‌اند؛ به بیانی دیگر، حداقل تعداد مواد مجزایی که لازم است برای تعریف ترکیب درصدهای تمامی فازهای سیستم به کار برده شود. به طور مثال در مخلوط مایع و بخار آب در یک ظرف سر بسته، دو فاز وجود دارد در حالی که در این سیستم تنها یک ماده وجود دارد.
- تعداد درجات آزادی در مباحث ترمودینامیکی بیان‌گر تعداد خواص شدتی متغیری است که این خواص نسبت به هم وابستگی ندارند و مقدار آن‌ها برای تعیین دقیق وضعیت سایر خواص ترمودینامیکی کفایت می‌کند.

مبنای این قانون (طبق نظر اتکینز و پوآلا) تعادلی بین فازی است که منجر به پدید آمدن قیدها و محدودیت‌هایی میان متغیرهای شدتی شده است. به بیان بهتر، از آن‌جایی که فازها با یکدیگر در تعادل فازی به سر می‌برند، پتانسیل شیمیایی همه فازها بایستی یکسان باشد. تعداد معادلات مستقلی که برای سیستم می‌توان نوشت در واقع همان تعداد درجات آزادی است. برای مثال اگر پتانسیل شیمیایی مایع و بخارش به دما و فشار بستگی داشته باشد، تعداد معادلات مستقل مربوط به تعادل شیمیایی به این صورت تفسیر می‌شود که سایر خواص شیمیایی سیستم به بقیه خواص مرتبط است. به بیان ریاضیاتی :
که رابطه بالا μ نماد پتانسیل شیمیایی است و به صورت تابعی از دما و فشار بیان شده است. که دما با T و فشار با p نشان داده شده‌اند. (تعداد فازها P را با فشار pاشتباه نگیرید!)